# 沙博
46°7′37″N 30°23′6″E / 46.12694°N 30.38500°E

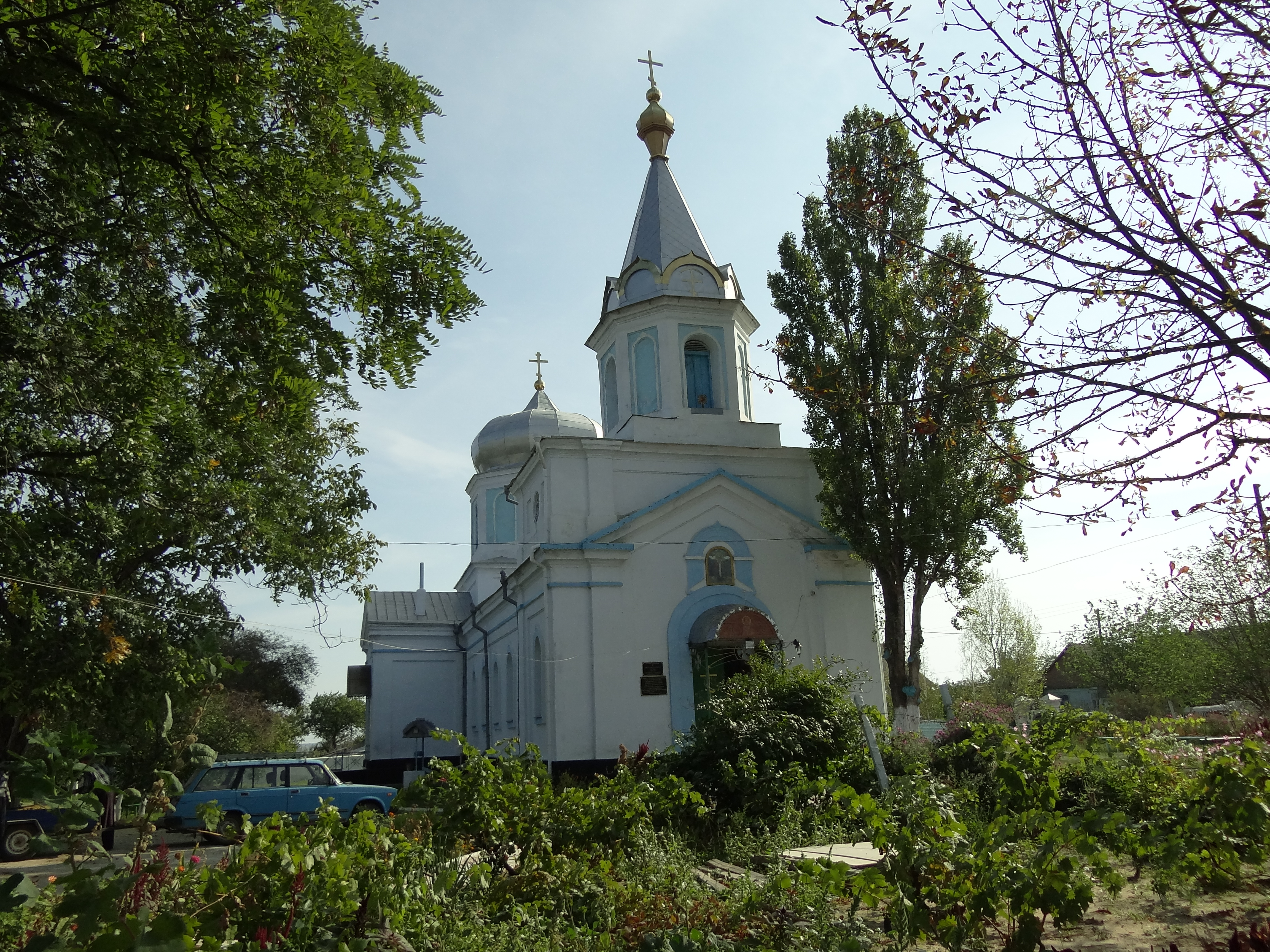

沙博（烏克蘭語：Шабо）是位於烏克蘭西南部的村莊，由敖德萨州裡比爾霍羅德-德涅斯特羅夫斯基區的沙博市鎮負責管轄，並為該市鎮的行政中心。該村距離阿克曼城堡約8公里，距離黑海約8.5公里。始建於1788年，面積4.61平方公里，人口7,108，人口密度每平方公里1,541.87人。

## 歷史
約500年前此地早已是韃靼人的聚落，原本為名為阿查阿巴格（土耳其語：Acha-abag，意為地勢低的葡萄酒園），定居者很難唸出土耳其名字，因此他們以法語方式給村莊重新命名沙博（法語：Chabo）。